# أنتوني برات
أنتوني برات (بالإنجليزية: Anthony Pratt)‏ هو شخصية أعمال أسترالي، ولد في 11 أبريل 1960 في ملبورن في أستراليا.